# Можаровка (Кирсановский район)
Можаровка — деревня в Кирсановском районе Тамбовской области России. Входит в состав Соколовского сельсовета.

## География
Деревня находится в восточной части Тамбовской области, в лесостепной зоне, в пределах Окско-Донской равнины, на левом берегу реки Ольшанки, вблизи места впадения в неё ручья Липовый, на расстоянии примерно 35 километров (по прямой) к северо-западу от города Кирсанова, административного центра района.
Часовой пояс
Деревня Можаровка, как и вся Тамбовская область, находится в часовой зоне МСК (московское время). Смещение применяемого времени относительно UTC составляет +3:00.

## Население
| 2010 |
| ---- |
| 33   |

Половой состав
По данным Всероссийской переписи населения 2010 года в гендерной структуре населения мужчины составляли 48,5 %, женщины — соответственно 51,5 %.
Национальный состав
Согласно результатам переписи 2002 года, в национальной структуре населения русские составляли 100 % из 35 чел.